# The Secret of the Loch
The Secret of the Loch (Deutsch: Das Geheimnis des Sees, sinngemäß Das Geheimnis von Loch Ness, Alternativtitel Sinister Deeps = Finstere Tiefen) ist ein britischer Spielfilm über das Ungeheuer von Loch Ness und der erste Film, in dem die Legende thematisiert wird. Die Uraufführung fand im Mai 1934 statt.

## Handlung
Nach zahlreichen Zeitungsmeldungen über ein Ungeheuer im Loch Ness will Professor Heggie der ungläubigen Öffentlichkeit und der Fachwelt beweisen, dass das Ungeheuer in Gestalt eines Dinosauriers existiert. Unterstützung erhält er von dem Londoner Reporter Jimmy Anderson, der den großen Scoop wittert. Dabei verliebt sich Jimmy in Angela, die Enkelin des Professors. In einem Hotel am Loch Ness versammelt sich eine Schar von weiteren gut gelaunten und trinkfesten Reportern, die dem einheimischen Whisky zusprechen und sich mit den einheimischen Schotten anfreunden und auf neue Nachrichten von dem Ungeheuer warten.
Es gelingt Jimmy, die Freundschaft von Angus, einem waschechten Schotten und Gehilfen des Professors, zu gewinnen. Jimmy hat vor seiner Abreise der Sekretärin seiner Zeitung die mit einem Schottenmuster versehene Krawatte „geklaut“. Angus erkennt das Muster als das eines verwandten Clans an und sieht sich genötigt, Jimmy zu helfen, auch wenn dies seinen Pflichten als Gehilfe des Professors widerspricht.
Der Professor hat den Taucher Jack engagiert, der den See untersuchen soll. Doch als Jack von einem kleinen Dampfer auf den Grund des Sees hinabtaucht, sieht er einen gigantischen Schatten. Es ist das letzte, was er sieht. Als die Bootsbesatzung bemerkt, dass der Kontakt zu Jack über die Verbindungsleinen abgebrochen ist, ziehen sie diese hoch. Doch Jack ist spurlos verschwunden.
Nun entschließt sich Jimmy, einen Tauchgang zu wagen. Er findet das Monster von Loch Ness, einen gigantischen Unterwasser-Leguan. Dieser greift Jimmy an, doch kann der Reporter an die Oberfläche entkommen. Das Monster taucht auf und wird von der Bootsbesatzung gesehen: Professor Heggies Dinosaurier-Theorie ist bewiesen.

## Produktionsnotizen
Für ihre Recherchen hielten sich die Drehbuchautoren Bennett und Bristow im Dezember 1933 am Loch Ness auf. Der Film wurde in vier Wochen abgedreht. Von wenigen Außenaufnahmen abgesehen, fanden die Dreharbeiten in den Ealing-Studios statt.

## Überlieferung
Eine DVD erschien Rahmen einer Edition von Spielfilmen der Ealing Studios (The Ealing Studies Rarities Collection) als Vol. 4.